# هوارد فيليبس لافكرافت
هوارد فيليبس لافكرافت (بالإنجليزية: Howard Phillips Lovecraft)‏ (20 أغسطس 1890 – 15 مارس 1937)، كاتب أمريكي للخيال الغريب وخيال الرعب، وعُرِف بإنشائه لما أصبح كثولو ميثوس.
ولد في مدينة بروفيدنس بولاية رود آيلاند، قضى لافكرافت معظم حياته داخل نيو إنجلاند. ولد وفي فمه ملعقة ذهب انتهت بوفاة جده. في عام 1913 كتب رسالة نقدية لمجلة اللب أدت في النهاية إلى مشاركته في خيال اللب. خلال فترة ما بين الحربين العالميتين، كتب ونشر قصصًا ركزت على تفسيره لمكانة الإنسانية في الكون. في رأيه، كانت الإنسانية جزءًا غير مهم من الكون غير المكترث الذي يمكن أن يجرف في أي لحظة. تضمنت هذه القصص أيضًا عناصر عجائبية تمثل الهشاشة المدركة لمركزية الإنسان.
كان لافكرافت في مركز مجموعة كبيرة من المؤلفين تُعرف باسم «دائرة لافكرافت». كتبت هذه المجموعة قصصًا شاركوا تفاصيلها فيما بينهم بشكل متكرر. كان أيضًا كاتبًا غزير الإنتاج للرسائل. احتفظ بمراسلات مع العديد من المؤلفين المختلفين وحماة الأدب. وفقًا لبعض التقديرات، كتب ما يقرب من 100 ألف رسالة على مدار حياته. في هذه الرسائل، ناقش نظرته للعالم وحياته اليومية، ودرّس المؤلفين الأصغر سنًا، مثل أوغست ديرليث ، ودونالد واندري، وروبرت بلوخ.
طوال سنوات شبابه، لم يكن لافكرافت قادرًا على إعانة نفسه من أرباحه كمؤلف ومحرر. كان مجهولًا فعليًا في أثناء حياته، ونشر بشكل حصري تقريبًا في مجلات اللب قبل أن يموت فقيرًا في سن 46، لكنه يعتبر الآن أحد أهم مؤلفي قصص الرعب الخارقة للطبيعة في القرن العشرين. من بين أكثر حكاياته شهرة «نداء كثولو»، و«الجرذان في الجدران»، و«عند جبال الجنون»، و«الظل فوق إنسموث»، و«الظل من خارج الزمن». كتاباته هي أساس كثولو ميثوس، الشخصية الخيالية التي ألهمت مجموعة كبيرة من المعارضة الأدبية، والألعاب، والموسيقى، ووسائل الإعلام الأخرى التي رسمت شخصيات لافكرافت، وإطاراته وموضوعاته، ما شكّل نوعًا فرعيًا أوسع يعرف باسم رعب لافكرافتي.

## سيرته

### النشأة والمآسي العائلية
ولد لافكرافت في منزل عائلته في 20 أغسطس 1890 في بروفيدنس، رود آيلاند. كان الطفل الوحيد لوينفيلد سكوت لافكرافت، وسارة سوزن (قبل الزواج فيليبس) لافكرافت.:16 بالرغم من صعوبة تمييز عمله، ذكرت سونيا غرين زوجة لافكرافت المستقبلية أن شركة غورام للتصنيع وظفت وينفيلد بائعًا متجولًا.:13 كانت عائلة سوزي ذات أهمية كبيرة في وقت زواجهما، وكان والدها، ويبل فان بورين فيليبس، مشاركًا في العديد من المشاريع التجارية الهامة.:8
في أبريل 1893 بعد نوبة ذهانية في أحد فنادق شيكاغو، التزم وينفيلد بمستشفى بتلر في بروفيدنس. ومع أنه من غير الواضح من أبلغ عن سلوك وينفيلد السابق للمستشفى، فإن السجلات الطبية تشير إلى أنه كان «يفعل ويقول أشياء غريبة في بعض الأحيان» مدة عام قبل التزامه.:26 قضى وينفيلد خمس سنوات في بتلر قبل أن يموت عام 1898. كان سبب الوفاة الشلل العام بحسب شهادة الوفاة، وهو مصطلح مرادف لمرض الزهري في مرحلة متأخرة. طوال حياته، أكد لافكرافت أن والده وقع في حالة شلل، بسبب الأرق والإرهاق، وبقي على هذا النحو حتى وفاته. من غير المعروف ما إذا كان لافكرافت ببساطة يجهل مرض والده أو ما إذا كانت ملاحظاته اللاحقة مضللة عن عمد.:26
كان ويبل فان بورين فيليبس رجل أعمال أمريكي من بروفيدنس، رود آيلاند وكان له أيضًا شركات تعدين في أيداهو. شُجع الشاب لافكرافت على تقدير الأدب، وخاصة الأدب الكلاسيكي والشعر الإنجليزي. في شيخوخته، ساعد في تربية الشاب هوارد فيليبس لافكرافت وعلمه ليس في الكلاسيكيات فحسب، بل أيضًا في الحكايات الأصلية الغريبة عن «الرعب المجنح» و«أصوات الأنين العميقة والمنخفضة» التي ابتكرها لترفيه أحفاده. لم تُحدد المصادر الدقيقة لحكايات فيليبس الغريبة. خمن لافكرافت أن مصدرها من الروائيين القوطيين الكلاسيكيين مثل آن رادكليف، وماثيو لويس، وتشارلز ماتورين. في 27 مارس 1904 أصيب «بصدمة شللية» (على الأرجح سكتة دماغية). توفي في اليوم التالي، في منزله في شارع 454 آنجل.

## انظر ايضاً
- تشارلز ماتورين
- الرعب الخارق في الأدب

## وصلات خارجية
- هوارد فيليبس لافكرافت على موقع IMDb (الإنجليزية)
- هوارد فيليبس لافكرافت على موقع ميتاكريتيك (الإنجليزية)
- هوارد فيليبس لافكرافت على موقع الموسوعة البريطانية (الإنجليزية)
- هوارد فيليبس لافكرافت على موقع روتن توميتوز (الإنجليزية)
- هوارد فيليبس لافكرافت على موقع ألو سيني (الفرنسية)
- هوارد فيليبس لافكرافت على موقع ميوزك برينز (الإنجليزية)
- هوارد فيليبس لافكرافت على موقع تيرنر كلاسيك موفيز (الإنجليزية)
- هوارد فيليبس لافكرافت على موقع أول موفي (الإنجليزية)
- هوارد فيليبس لافكرافت على موقع قاعدة بيانات الأفلام السويدية (السويدية)
- هوارد فيليبس لافكرافت على موقع إن إن دي بي (الإنجليزية)

هوارد فيليبس لافكرافت  على قاعدة بيانات الخيال التأملي على الإنترنت